# Rolf Bergström (ingenjör)
Rolf Bergström, född 31 juli 1922 i Luleå, död 14 november 1992 i Söderhamn, var en svensk väg- och vattenbyggnadsingenjör.
Efter studentexamen i Södertälje 1940 utexaminerades Bergström från Chalmers tekniska högskola i Göteborg 1945. Han var stadsingenjör i Boden 1947–55 (tillförordnad 1946) och byggnadschef vid Söderhamns stads byggnadskontor från 1955. Han var ledamot av Svenska väg- och vattenbyggares riksförbunds fullmäktige från 1945 och Motormännens förbundsstyrelse från 1961. Han var medlem av Svenska Teknologföreningen.